# Пате (остров)
Пате — остров в Индийском океане, самый крупный среди островов архипелага Ламу. Входит в состав Кении. Площадь — 80 км².

## География
Остров Пате расположен в западной части Индийского океана, отделён от побережья Кении узким проливом (около 2,8 км шириной). Фактически состоит из нескольких островов материкового происхождения, которые соединяются во время отлива коралловыми отмелями. Длина — 25,4 км. Ширина — до 10,7 км. Берега низкие, склонные к затоплению.
Климат — экваториальный засушливый. Среднегодовая температура колеблется от 23 до 33 °C. Имеет место сезонная нехватка питьевой пресной воды.

## Природа
Природа острова значительно изменена человеком. Доминируют культурные насаждения кокосовой пальмы, гвоздичного дерева, табака и так далее. Однако островитяне бережно относятся к окружающей среде: на Пате ограничено количество домашнего скота и использование автомобильного транспорта, сохранились мангровые леса, в которых обитают множество видов рыб, морские черепахи и дюгони.

## История
Согласно летописной традиции, остров был колонизирован в VII веке группой сирийских арабов. Они основали город Пате на западном побережье. В 1204 году здесь утвердилась арабская династия Набхани, которая сохраняла власть до 1866 года и имела царский титул фумамары. В середине XIV века представитель династии Умаров сумел подчинить значительную часть восточного Африканского побережья. Возможно, что в XV веке остров посещал китайский мореплаватель Чжэн Хэ.
В XVI веке город Пате стал последним из крупных населённых пунктов суахили, которые подчинились Португалии. Согласно легенде, фумамара решил проявить смирение, когда узнал, что все города на юге уже были разрушены. За это Набхани получили возможность в дальнейшем управлять Пате. Попытки португальцев навязать местным жителям христианство закончились неудачей — основной религией оставался ислам. В XVI—XVII веках. также выделились относительно самостоятельные государства с центрами в поселениях Сию и Фаза.
В XVII веке властелины Пате поддержали союз с Оманом против португальцев, за что те разрушили город в 1678 году. Период конца XVII — первой половины XVIII веков стал временем быстрого экономического развития, что было возможным благодаря протекторату оманских султанов и торговли чернокожими рабами.
Во второй половине XVIII — первой половине XIX века обитатели Пате поддержали Момбасу в борьбе с арабами (против Оманской империи, центр которой в XIX веке переместился в Занзибар), но она закончилась фактическим поражением. Около города Сию по приказу султана Занзибара возвели крепость.
В 1873 году работорговля была запрещена. Выходцы из Занзибара создали на Пате плантации гвоздики. Но в 1890 году Пате попал под протекторат Великобритании, которая ограничила этот район для посещения иностранцами. В результате экономика острова пришла в упадок.
В 1963 году Пате вошёл в состав независимой Кении.